# Christian Marazzi
Pour les articles homonymes, voir Marazzi.
Christian Marazzi (Lugano,  1951) est un économiste suisse. 
Il analyse la financiarisation comme le mode opératoire du capitalisme post-fordiste et ne croit pas à la possibilité de sortir de la crise actuelle par les politiques de rigueur qui sont mises en œuvre par les gouvernements.
Il est diplômé en sciences politiques à l'Université de Padoue (Italie), master en sciences économiques de la London School of Economics et docteur en sciences économiques de la City University de Londres.
Il a enseigné aux Universités de Lausanne, Padoue,  New York et Genève. Il est actuellement chargé de cours auprès de la Scuola universitaria professionale della Svizzera italiana,  dans le canton du Tessin, où il a été responsable de l’action sociale,.

## Publications

### Livres
en français
- La place des chaussettes [5],[6]: le tournant linguistique de l'économie et ses conséquences politiques (Il posto dei calzini : la svolta linguistica dell'economia e i suoi effetti nella politica), traduit de l'italien par François Rosso et Anne Querrien, Paris, Éditions de l'Éclat, 1997.  (ISBN 2-84162-013-1)
- Et vogue l'argent, traduit de l'italien par François Rosso et Anne Querrien, La Tour-d'Aigues. Éditions de l'Aube, « Société et territoire. Prospective du présent », 2004.  (ISBN 2-87678-811-X)
- La brutalité financière, traduit par Anne Querrien et François Rosso, en coédition entre Éditions de l'Éclat, Paris, et Éditions Réalisations Sociales, Lausanne, 2013
- à paraitre en 2016 : Le socialisme du capital, Zurich, Éditions diaphanes.

autres langues
- (en) Autonomia : Post-Political Politics, Semiotext(e), traduction de Sylvère Lotringer, 2007.
- (en) Capital and Language, From the New Economy to the War Economy, Semiotext(e), traduction de Gregory Conti, 2008.  (ISBN 1-58435-067-9)
- (it) Il posto dei calzini, La svolta linguistica dell’economia e i suoi effetti nella politica (nuova edizione), Casagrande, 1994
- (it) E il denaro va, Esodo e rivoluzione dei mercati finanziari, Casagrande / Bollati Boringhieri, 1998
- (it) Il posto dei calzini, La svolta linguistica dell’economia e i suoi effetti nella politica, (nuova edizione) Casagrande / Bollati Boringhieri, 1999
- (it) Capitale & linguaggio, Ciclo e crisi della new economy, Rubbettino, 2001
- (it) Capitale & linguaggio, Dalla new economy all’economia di guerra, DeriveApprodi, 2002
- (it) La moneta nell’impero (con A. Fumagalli e A. Zanini), Ombre Corte, 2002
- (it) Finanza bruciata, Bellinzona, Casagrande, 2009
- (de) Verbranntes Geld, Berlin, éditions diaphanes
- (de) Sozialismus des Kapitals, Zurich, éditions diaphanes

### Articles
en français
- Journal économico-politique : Le vide de souveraineté en Europe
- Cinq questions sur la crise à Andrea Fumagalli, Christian Marazzi et Carlo Vercellone

autres langues
- (it) Stato del debito etica della colpa. Il Manifesto, 3 décembre 2011
- (it) BCE, EURO, SCENARI: appunti
- (it) Diario economico-politico: il vuoto di sovranità in Europa
- (it) Paradisi fiscali, un altrove solo apparente
- (en) Neoliberalism is destroying Europe. The Guardian, 14 septembre 2010.